# Attila Sudár
Attila Sudár (n. 11 aprilie 1954, Budapesta, Republica Populară Ungară) este un jucător de polo pe apă ce a reprezentat Ungaria, medaliat olimpic. A participat la 2 ediții ale Jocurilor Olimpice (1976, 1980) în care a câștigat o medalie de aur și o medalie de bronz.